# 3+2
3+2 er en hviderussisk musikgruppe, bestående af Artyom Mihalenko, Elgiazar Farashyan, Yuliya Shisko, Alyona Karpovich og Ninel Karpovich.

## Eurovision Song Contest 2010
Den 25. februar 2010 blev 3+2 valgt til at repræsentere Hviderusland ved Eurovision Song Contest 2010 med sangen "Far Away". Den 19 marts 2010 blev det meddelt at man ændrede sangen til "Butterflies", skrevet af den kendte russiske producent Maxim Fadeev. Sangen gik videre fra 1. semifinale, og kom på næstsidste plads med 18 points i finalen.